# Gemeiner Punaré

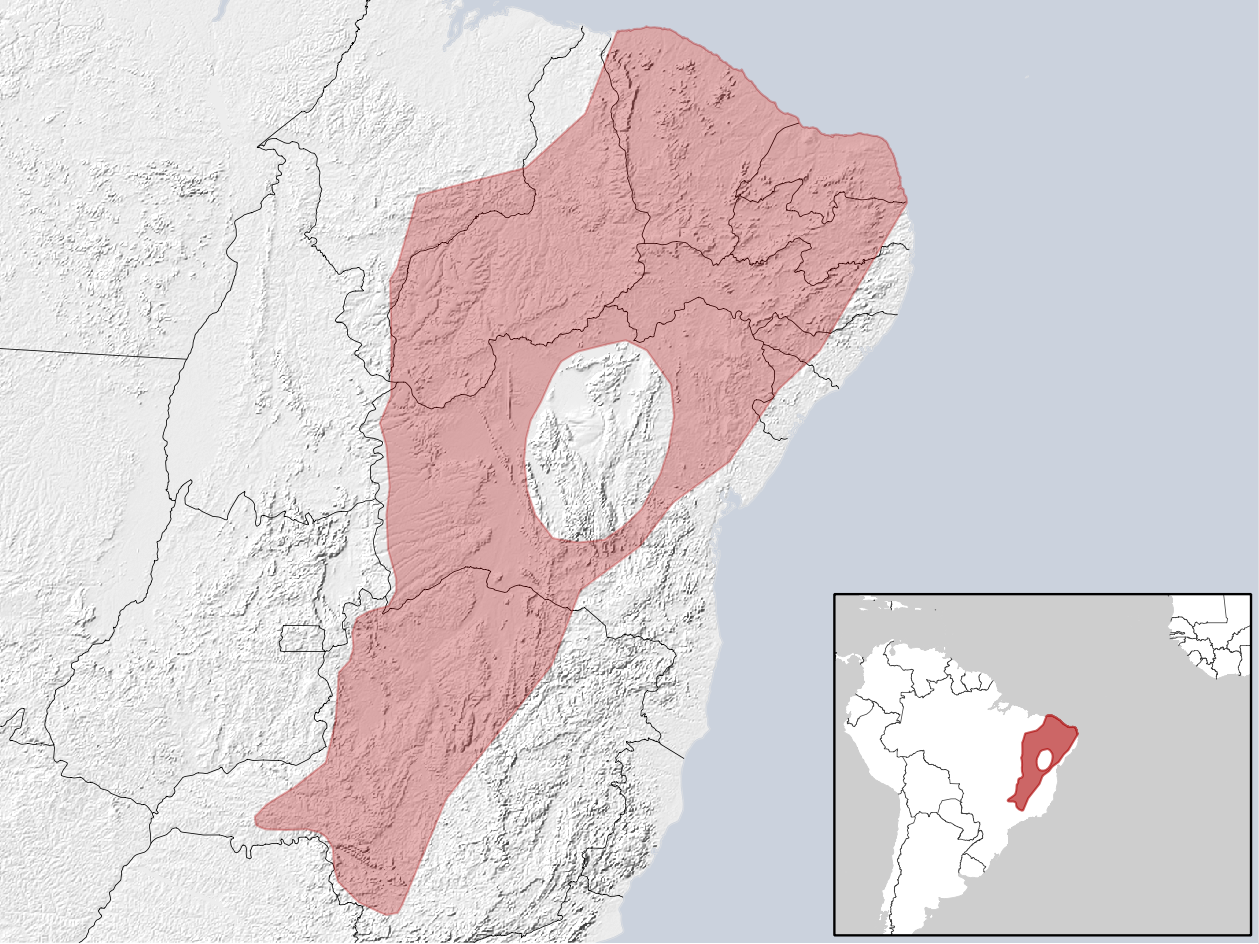
Verbreitungsgebiet, in der ovalen Lücke wird die Art vom Hochland-Punaré (Thrichomys inermis) ersetzt

Der Gemeine Punaré (Thrichomys apereoides) ist ein im nordöstlichen Brasilien verbreitetes Nagetier in der Familie der Stachelratten. Das Typusexemplar stammt aus der Gemeinde Lagoa Santa im Bundesstaat Minas Gerais.

## Merkmale
Wie alle Gattungsmitglieder hat der Gemeine Punaré dichtes und weiches Fell, was ihn von anderen Stachelratten unterscheidet. Erwachsene Exemplare sind ohne Schwanz 225 bis 256 mm lang, die Schwanzlänge beträgt 182 bis 226 mm und das Gewicht liegt bei etwa 340 g. Weibchen sind allgemein etwas kleiner als Männchen. Oberseits kommt graubraunes Fell vor und die Unterseite ist weißlich. Typisch sind weiße Flecken über und unter den Augen sowie unter den Ohren. Auf den Ohren kommen unscheinbare dünne Haare vor. Von den Zitzen der Weibchen liegt jeweils eine neben jeder Achsel und zwei 4 bis 5 cm vor den Oberschenkeln. Die Zahnformel für das Gebiss mit 20 Zähnen lautet I 1/1, C 0/0, P 1/1, M 3/3. In trockenen Savannen können die Exemplare 18 Tage ohne Zugang zu Wasser überleben.

## Verbreitung
Diese Kleinsäuger leben in eher offenen Landschaften in den Bundesstaaten Bahia und Minas Gerais zwischen dem Amazonasbecken und der Region Mata Atlântica. Es hält sich im felsigen Hügel- und Bergland zwischen 890 und 1110 Metern Höhe auf. Die Exemplare bevorzugen die Dornenstrauchsavanne Caatinga und besuchen die Feuchtsavanne Cerrado. Sie besuchen öfter Ackerflächen und menschliche Siedlungen, wo sie als Schädlinge betrachtet werden.

## Lebensweise
Der Gemeine Punaré ist vorwiegend dämmerungsaktiv und kann am Tage auf Nahrungssuche gehen. Zu anderen Zeiten ruhen sie unter Felsüberhängen, in Höhlen oder in selten von Menschen genutzten Gebäuden. Die Exemplare bewohnen 1500 bis 2500 m² große Reviere. Wenn Weibchen nicht paarungsbereit sind, lebt jedes Individuum für sich. Treffen Exemplare in dieser Zeit aufeinander, kommen Kämpfe vor, bei denen mit den Vorderpfoten geboxt oder gegen den Bauch getreten wird. Streitigkeiten treten auch mit anderen Nagern auf, wie dem Spix-Gelbzahnmeerschweinchen und dem Bergmeerschweinchen. Necromys lasiurus ist dagegen zu klein und vermeidet Kämpfe. Der Gemeine Punaré klettert geschickt im felsigen Gelände und in niedrigen Sträuchern. Er kann Zweige benutzen, die einen Querschnitt von 5 mm haben.
Weibchen können sich zu allen Jahreszeiten fortpflanzen, doch im Dezember und Januar werden wenige Jungtiere geboren. Bei wilden Exemplaren kommen bis zu sechs Neugeborene pro Wurf vor mit gewöhnlich Drillingen. Bei Labortieren lagen zwischen der Paarung und der Geburt 97 Tage. Neugeborene sind weit entwickelt mit Fell, offenen Augen und Ohren sowie Schneidezähnen. Sie wiegen etwa 21 g und beginnen nach wenigen Stunden mit fester Nahrung. Die Nachkommen werden 10 bis 35 Tage gesäugt.

## Parasiten
Ein spezifischer Parasit des Gemeinen Punaré ist die Tierlaus Ctenophthirus cercomydis.

## Taxonomie
Frédéric Cuvier beschrieb 1829 ein Nagetier anhand eines Balges als Cercomys cunicularis. Später gefundene lebende Exemplare wurden dieser Art zugerechnet. Nach einiger Zeit stellte sich heraus, dass das Typusexemplar aus dem Fell einer Atlantischen Wasserratte, dem Schädel einer Kurzstachelratte und dem Unterkiefer einer Kammstachelratte zusammengesetzt war. Die zwischenzeitlich gefundenen lebenden Tiere waren sehr wahrscheinlich Exemplare des Gemeinen Punaré.
Die Beschreibung der jetzt anerkannten Art erfolgte 1839 durch Peter Wilhelm Lund als Echimys apereoides. Ab 1880 erfolgte die Einordnung in die Gattung Punarés. Verschiedene Populationen der Punarés erhielten in den folgenden Jahren Artstatus.
Der Gemeine Punaré hat zwei Unterarten: die Nominatform mit 28 Chromosomen im diploiden Chromosomensatz (2n=28) und T. a. laurenteus mit einem Karyotyp von 2n=30.

## Gefährdung
Einige Exemplare werden als Bushmeat gejagt und zum Verkauf angeboten oder als Schädlinge bekämpft. Der Gemeine Punaré kommt in seiner Region häufig vor. Er wird von der IUCN als nicht gefährdet (least concern) gelistet.